# Maxillaria dichroma
Maxillaria dichroma är en orkidéart som beskrevs av Robert Allen Rolfe. Maxillaria dichroma ingår i släktet Maxillaria och familjen orkidéer.
Artens utbredningsområde är Ecuador. Inga underarter finns listade i Catalogue of Life.